# Paramapania simplex
Paramapania simplex är en halvgräsart som först beskrevs av Henry Nicholas Ridley, och fick sitt nu gällande namn av Hendrik Uittien. Paramapania simplex ingår i släktet Paramapania och familjen halvgräs. Inga underarter finns listade i Catalogue of Life.